# Sesselrad

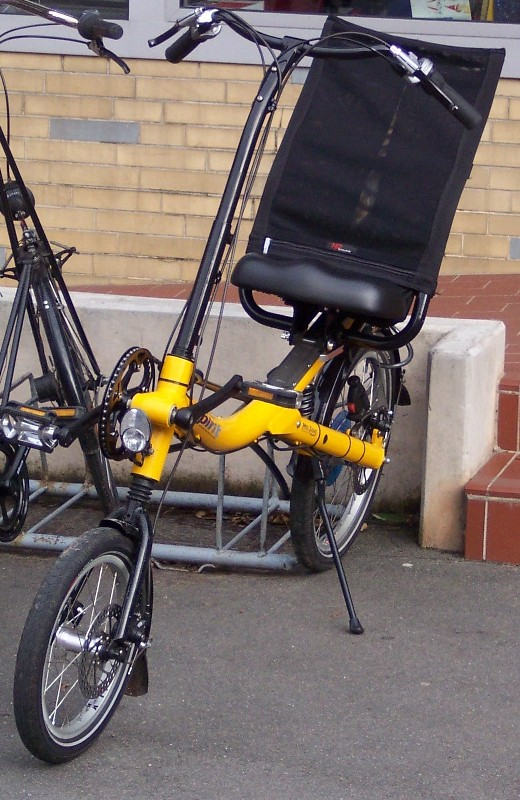
Modernes Sesselrad Spirit von HP Velotechnik

Ein Sesselrad (auch Scooterbike) ist ein Fahrrad, das über einen Sitz mit Lehne verfügt. Weil sich das Tretlager deutlich vor dem Sitz befindet, werden Sesselräder zu den Liegefahrrädern gezählt, auch wenn die Position nicht liegend ist. Ein Sesselrad kombiniert den Komfort von Liegerädern mit der hohen Sitzposition aufrechter Fahrräder.

Der Sitz ist stuhlartig geformt und hat eine hohe, meistens mit Stoff bespannte Rückenlehne. Die Lehnenneigung des Sitzes ist deutlich steiler als beim klassischen Liegerad. Dadurch sitzt der Fahrer aufrecht. Dies reduziert insbesondere Verspannungen des Nackens. Weil der Oberkörper nicht von dem Armen gestützt und abgefedert werden muss, werden Handgelenke und Schultern entlastet. Das Einschlafen der Finger oder Taubheitsgefühle werden dadurch ebenfalls vermieden. Bei einem frontalen Aufprall-Unfall sind die Füße der vorderste Punkt und nicht der Kopf. 

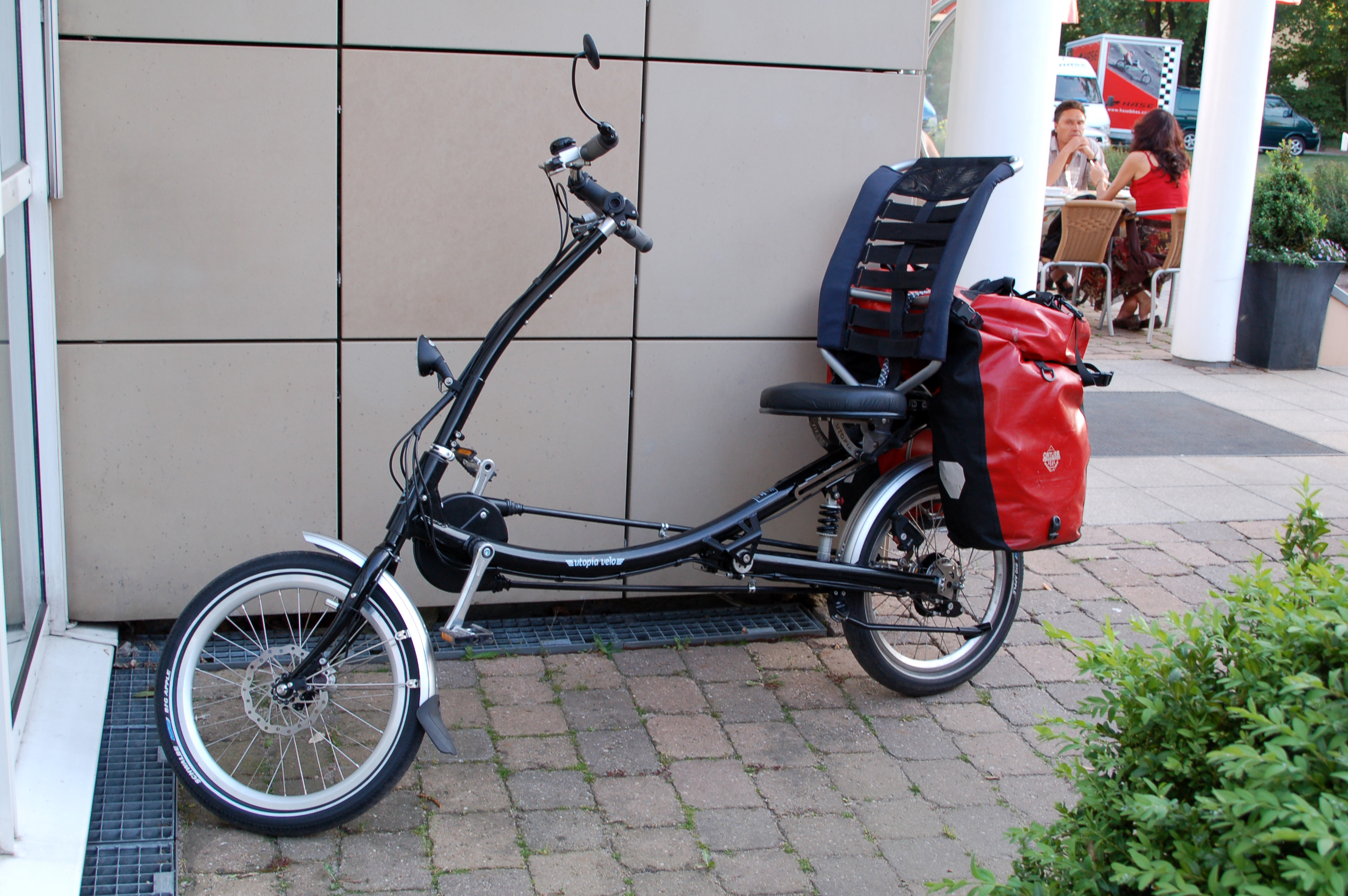
Modernes Sesselrad Phoenix von Utopia

 Die Abstützung des Beckens nach hinten ermöglicht es, hohe Kräfte auf die Pedale zu bringen. Der Sitz ist etwas niedriger als beim aufrechten Fahrrad, sodass man beim Anhalten beide Beine auf den Boden stellen kann. 
Die Sicht nach vorne ist besser als beim aufrechten Fahrrad, weil man wegen des aufrechten Oberkörpers nicht den Kopf in den Nacken nehmen muss. Die Sicht nach hinten ist schlechter, weil man sich wegen der Rücklehne nicht so gut umdrehen kann. Die meisten Sesselräder sind daher mit Spiegeln ausgestattet. Der lange Radstand reduziert die Wirkung von Schlaglöchern, was die Wirbelsäule entlastet. Viele Sesselräder haben zusätzlich eine Federung des Hinterrades.
Die Pedale sind in Relation zur Sitzhöhe meist tiefer als bei einem Liegerad (negative Tretlagerüberhöhung). Dies wird von Umsteigern vom herkömmlichen Fahrrad meist als angenehm empfunden, da sich die Fahrtechnik dadurch weniger stark vom herkömmlichen Fahrrad unterscheidet.
Der Luftwiderstand eines Sesselrads ist wegen der aufrechten Sitzposition und der negativen Tretlagerüberhöhung deutlich höher als beim klassischen Liegerad und nur geringfügig besser als beim aufrechten Fahrrad. Der Hauptvorteil eines Sesselrads ist daher der Komfort und nicht eine hohe Geschwindigkeit.
Durch seine baulichen Eigenschaften (sicherer Stand beim Absetzen der Füße, Rückenlehne) werden Sesselräder auch von Senioren und Menschen mit leichten Bewegungseinschränkungen gut angenommen.
Sesselräder haben meist ähnlich gute Möglichkeiten zum Gepäcktransport wie andere Liegeräder. So können häufig vier Seitentaschen an den Gepäckträgern bzw. unter der Sitzfläche angebracht werden. Außerdem lassen sich mehrere Taschen auf dem hinteren Gepäckträger stapeln und am Sitz fixieren. Daher können diese Räder auch gut zum Einkaufen in der Stadt oder für Reisen benutzt werden. Ein Nachteil bei Reisen ist, dass Sesselräder relativ sperrig sind, was die An- oder Abreise mit dem Zug oder Flugzeug erschwert.